# Muse Shuiku
Muse Shuiku är en reservoar i Kina. Den ligger i provinsen Hainan, i den södra delen av landet, omkring 100 kilometer sydväst om provinshuvudstaden Haikou. Muse Shuiku ligger 150 meter över havet. Arean är 1,8 kvadratkilometer. I omgivningarna runt Muse Shuiku växer huvudsakligen savannskog. Den sträcker sig 2,3 kilometer i nord-sydlig riktning, och 2,6 kilometer i öst-västlig riktning.
Genomsnittlig årsnederbörd är 2 294 millimeter. Den regnigaste månaden är september, med i genomsnitt 368 mm nederbörd, och den torraste är januari, med 20 mm nederbörd.